# حارة الحورش (صنعاء)
حارة الحورش هي إحدى حارات حي السبعين بمديرية السبعين إحد مديريات العاصمة اليمنية صنعاء، بلغ تعداد سكانها 7310 نسمة حسب تعداد اليمن لعام 2004.